# Mont Tate
Pour l’article homonyme, voir Mont Tate (Nouvelle-Galles du Sud).
Le mont Tate (立山, Tate-yama) se trouve dans la partie sud-est de la préfecture de Toyama au Japon. Culminant à 3 015 m d'altitude, c'est l'un des plus hauts sommets des monts Hida et, avec le mont Fuji et le mont Haku, une des « Trois montagnes sacrées » (三霊山, Sanreizan) du Japon.
La saison d'escalade du Tate-yama s'étend du mois d'avril au mois de novembre. Le mont Tate a été gravi pour la première fois par un certain Saeki no Ariyori au cours de la période Asuka de l'histoire du Japon.

## Hydrographie
Des cours d'eau, tels que les rivières Tsurugisawa, affluent du fleuve Kurobe, et Hayatsuki, affluent du fleuve Jōganji, prennent leur source dans la montagne.

## Protection environnementale
La zone est désignée parc national de Chūbu-Sangaku le 4 décembre 1934.
Les zones humides alpines qui entourent le mont sont désignées site Ramsar le 3 juillet 2012.